# 베르너 로렌츠
베르너 로렌츠(독일어: Werner Lorenz, 1891년 10월 2일 ~ 1974년 3월 13일)는 독일의 친위대 장군, 친위대 대장으로 독일 민족 대책 본부(VOMI)의 지도자이며, 이 조직은 유럽의 다른 지역에서 독일계 주민을 나치 독일로 이주시키는 역할을 맡았다.

## 생애
1891년, 포메라니아의 슈톨프 인근의 그륀호프에서 삼림 관리인의 아들로 태어났다. 로렌츠는 사관학교에 다녔으며, 제1차 세계 대전에는 기병과 비행기 조종사로 참전하였다. 전후에는 1919년 6월까지 국경 수비대와 농부로 일했다. 하지만, 곧 그는 단치히에서 토지와 산업재산권을 획득하였다.
로렌츠는 1929년, 민족사회주의 독일 노동자당에 입당해, 1931년 친위대 (SS) 에 들어갔다. 1933년 프로이센 자유주의 주 의회 의원이 되었고, 더 나아가 독일제국 의회의 구성원을 지냈다. 같은 해 함부르크의 주 의회에서 일했고, 1933년 11월에 친위대 중장으로 승진하였다. 이후 1934년부터 1937년까지 SS 북부 상급국경수비단(독일어: SS-Oberabschnitts Nord) 지휘관을 맡았다. 1937년 1월부터는 독일 민족 대책 본부를 이끌었다.
1939년 10월에는 독일 민족성 강화 국가 위원회에 배속되;었고, 1941년 6월 하인리히 힘러에 의해 자신의 친위대 본부를 갖게 되었다. 한편으로는 부총통 루돌프 헤스를 대신해 외교교섭을 위한 전권위원이 되었고, 1943년에 친위대 대장으로 승진했다.
로렌츠는 VOMI의 리더로서, 독일계 외국인들과 독일 안에 사는 외국인들의 재정착을 책임졌을 뿐만 아니라, 외국의 아이들, 주로 폴란드와 슬로베니아의 아이들의 독일화도 담당하였다.
제2차 세계 대전 이후, 로렌츠는 잉글랜드에 억류되었고, 1948년 3월 10일, 뉘른베르크에서 열린 SS 인종 및 정착국 재판에 회부되어 징역 20년형에 처해졌다. 1951년에 15년형으로 감형되었으며, 1955년 조기 석방되었다. 1974년 함부르크에서 사망하였다.